# Jukka Tulkki
Jukka Tulkki ist ein finnischer Physiker und Professor an der Aalto-Universität im finnischen Espoo.

## Leben
Er erwarb 1980 einen Master-Abschluss in Ingenieurwesen und Technologie an der Helsinki University of Technology (HUT) und 1986 einen Doktortitel in Ingenieurwesen und Technologie an derselben Universität. Von 1986 bis 1998 war er wissenschaftlicher Mitarbeiter und Senior Researcher an der HUT und der Universität Helsinki. Seit 1998 ist er Professor für Computational Engineering in der Abteilung für Biomedizinische Technik und Computational Science der HUT.

## Werk
Seine wissenschaftlichen Arbeiten beziehen sich auf die Bereiche Halbleiteroptik, Quantenoptik, Physik komplexer Materialien, Gerätephysik, Photoelektronen- und Augerelektronenspektroskopie sowie Röntgenstreuprozesse.
Mit Mikko Partanen hat er einen neuen Weg zur Erklärung der Schwerkraft vorgeschlagen. Mit diesem könnte eine der größten Herausforderungen in diesem Bereich gelöst werden, nämlich die Vereinbarkeit von Einsteins allgemeiner Relativitätstheorie, die die Gravitation beschreibt, mit den Quantenfeldtheorien, welche die anderen grundlegendem Kräfte in der Natur, nämlich die elektromagnetische, die schwache und die starke Wechselwirkung beschreiben. Die Vereinheitlichung der vierten Wechselwirkung, der Gravitation, mit dem Standardmodell war aufgrund der Unvereinbarkeit der zugrunde liegenden Theorien bislang nicht möglich. Während die Quantenfeldtheorie kompakte, endlich-dimensionale Symmetrien verwendet, die mit den internen Freiheitsgraden der Quantenfelder verbunden sind, basiert die allgemeine Relativitätstheorie auf nicht kompakten, unendlich-dimensionalen externen Raum-Zeit-Symmetrien. Die Autoren versuchen, die Eichtheorie der Gravitation mit kompakten, endlich-dimensionalen Symmetrien so abzuleiten, dass sie der Formulierung der fundamentalen Wechselwirkungen des Standardmodells ähnelt. Dies bedeutet, dass die Schwerkraft auf die gleiche Weise erklärt werden kann wie die anderen fundamentalen Kräfte in der Physik. Die vorgeschlagene Theorie versucht, diesen Konflikt mit Hilfe der so genannten Eichfeldtheorie zu lösen, die an das Standardmodell der Teilchenphysik angelehnt ist. Sie zeigten, dass diese Theorie bis zu einem bestimmten Berechnungspunkt funktioniert und einem Verfahren folgt, das Renormierung genannt wird, ein Verfahren, das mathematische Unendlichkeiten vermeidet. Die potenziellen Auswirkungen wären weitreichend, insbesondere für das Verständnis der Singularitäten von Schwarzen Löchern und des Urknalls. Die Theorie könnte auch erklären, warum das Universum mehr Materie als Antimaterie enthält. Es sind jedoch weitere Forschungen erforderlich, um die Gültigkeit der Theorie zu überprüfen. 

## Publikationen (Auswahl)
- Mit Mikko Partanen: Gravity generated by four one-dimensional unitary gauge symmetries and the Standard Model. Reports on Progress in Physics, 2025.
- Mit Mikko Partanen: Light deflection in unified gravity and measurable deviation from general relativity. arXiv preprint arXiv, 2505.14446, 2025.
- Mit Mikko Partanen: QED based on an eight-dimensional spinorial wave equation of the electromagnetic field and the emergence of quantum gravity. In: Physical Review A, 2024, 109 (3).
- Mit Mikko Partanen: Gravity emerging from internal symmetry of quantum fields. In: APS April Meeting Abstracts, 2024, S. F07. 006.